# Ardalo
Nella mitologia greca,  Ardalo  era il nome di uno dei figli di Efesto e di  Aglaia

## Il mito
Efesto, dio delle invenzioni e marito di Afrodite la dea della bellezza si innamorò di Aglaia e da lei ebbe un figlio Ardalo. Codesto Ardalo crebbe diventando grazie alle influenze del divino genitore un abilissimo scultore, costruì un santuario a Trezene dove poi Pitteo insegnerà l'arte oratoria.

### Pareri secondari
Alcuni mitografi parlano di Ardalo come l'inventore del flauto.

### Fonti
- Pausania, Periegesi della Grecia, Libro II, 31

### Moderna
- Robert Graves, I miti greci, Milano, Longanesi, ISBN 88-304-0923-5.
- Angela Cerinotti, Miti greci e di roma antica, Prato, Giunti, 2005, ISBN 88-09-04194-1.
- Anna Ferrari, Dizionario di mitologia, Litopres, UTET, 2006, ISBN 88-02-07481-X.